# Гранди-Сертан-Вередас
Гранди-Сертан-Вередас (порт. Parque Nacional Grande Sertão Veredas) — национальный парк в Бразилии, в штатах Баия и Минас-Жерайс.

## Описание
Национальный парк Гранди-Сертан-Вередас располагается в штатах Баия (муниципалитет Кокос) и Минас-Жерайс (муниципалитеты Шапада-Гауша и Формозу). Он занимает площадь 2308 км² (230 853 га). Создан указом № 97.658 от 12 апреля 1989 года, пересмотрен 21 мая 2004 года. Отнесён к категории МСОП II (национальный парк). Управляющий орган — Институт по сохранению биоразнообразия имени Чико Мендеса. Цель создания парка — сохранение природных экосистем большой экологической значимости и красоты, уникальной флоры и фауны, поддержка научных исследований, экологического образования и экологического туризма. Существенную роль играет сохранение бассейна реки Кариньянья (Rio Carinhanha), важного притока Сан-Франсиску, а также ручьёв и пейзажей, описанных в романе бразильского писателя Жуана Розы Гимарайнса «Тропы по большому сертану».
С запада к национальному парку примыкает природоохранная территория «Cochá E Gibão».
Рельеф местности представляет собой песчаниковые плато, покрытые саванной растительностью. Высота — от 660 до 900 метров над уровнем моря. В Гранди-Сертан-Вередас присутствуют обширные потоки, называемые «вередами», которые формируют старицы и более крупные реки. Основные реки — Кариньянья, Итагуари, Мато-Гранде, Прето и Канабрава.
Годовое количество осадков — 1400 мм. Среднегодовая температура составляет 23°С, колеблясь в пределах 16—37°С.

## Флора и фауна
Национальный парк Гранди-Сертан-Вередас располагается в экорегионе серрадо, основные типы растительности — леса и саванны.
Среди животных распространены такие виды как гривистый волк (Chrysocyon brachyurus), ягуар (Panthera onca), пума (Puma concolor), оцелот (Leopardus pardalis), пампасская кошка (Leopardus colocolo), находящийся на грани вымирания бразильский крохаль (Mergus octosetaceus), болотный олень (Blastocerus dichotomus), гигантский муравьед (Myrmecophaga tridactyla), гигантский броненосец (Priodontes maximus), трёхпоясный броненосец (Tolypeutes tricinctus) и крыса Carterodon sulcidens.

## Галерея

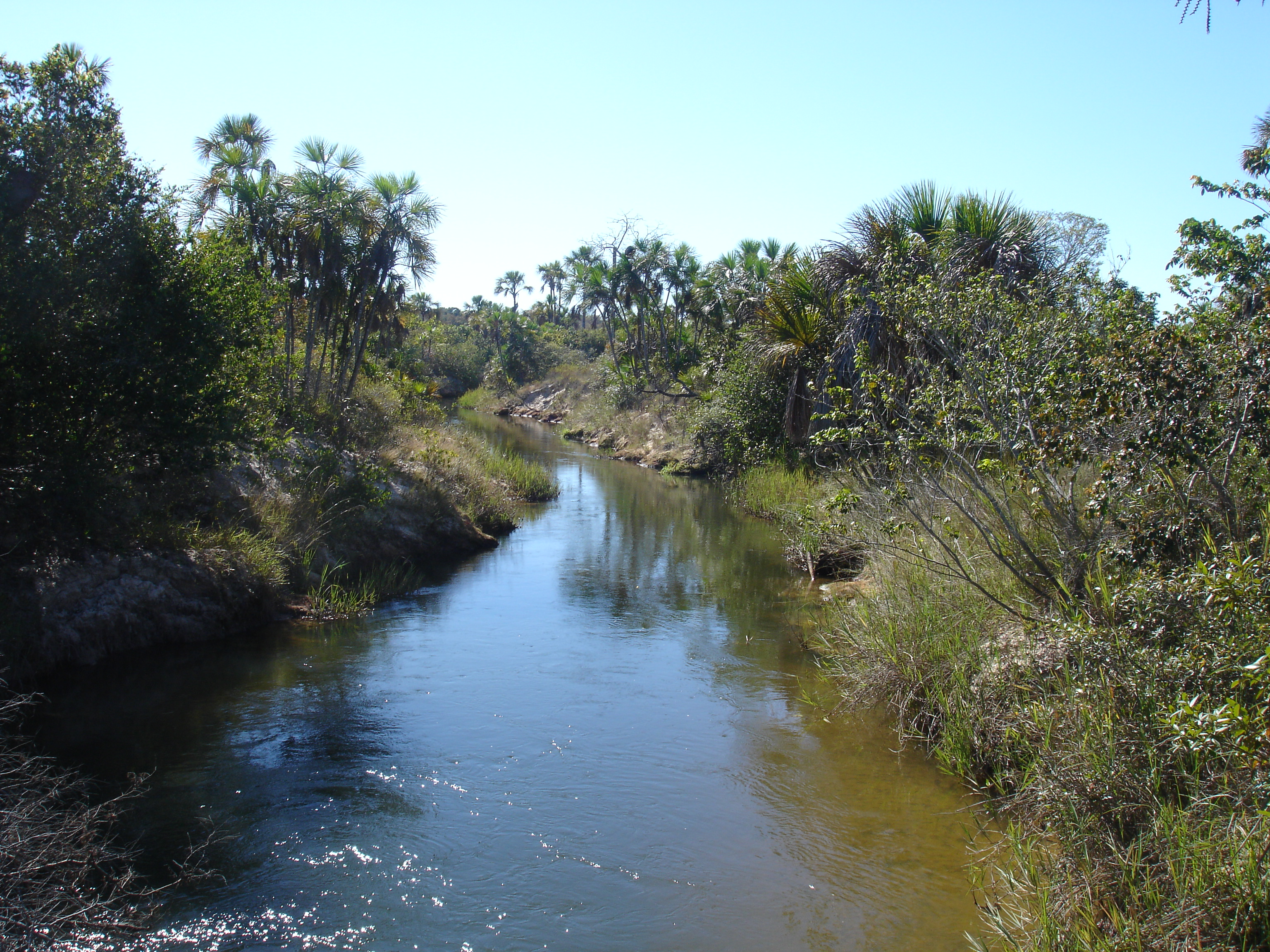
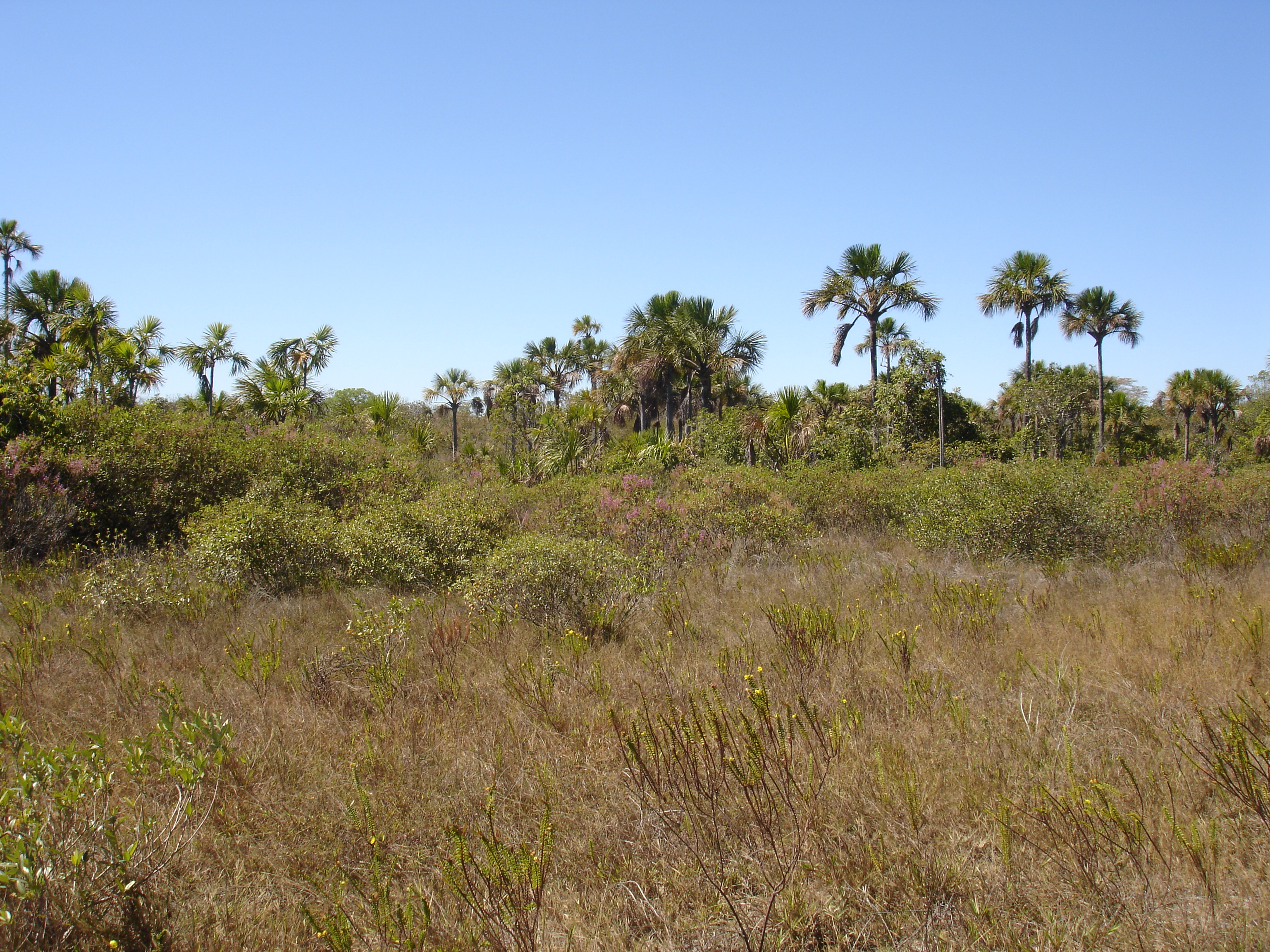
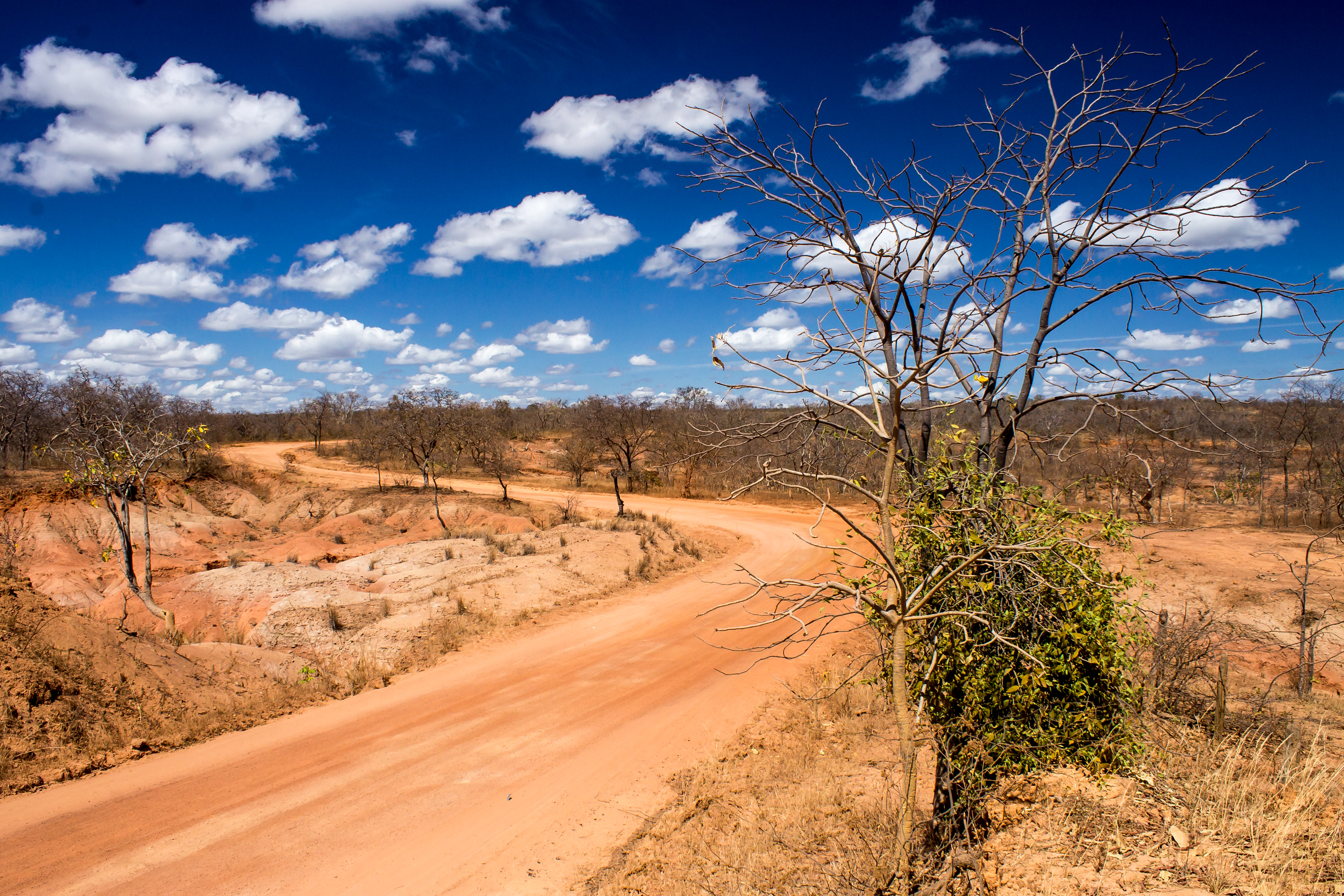
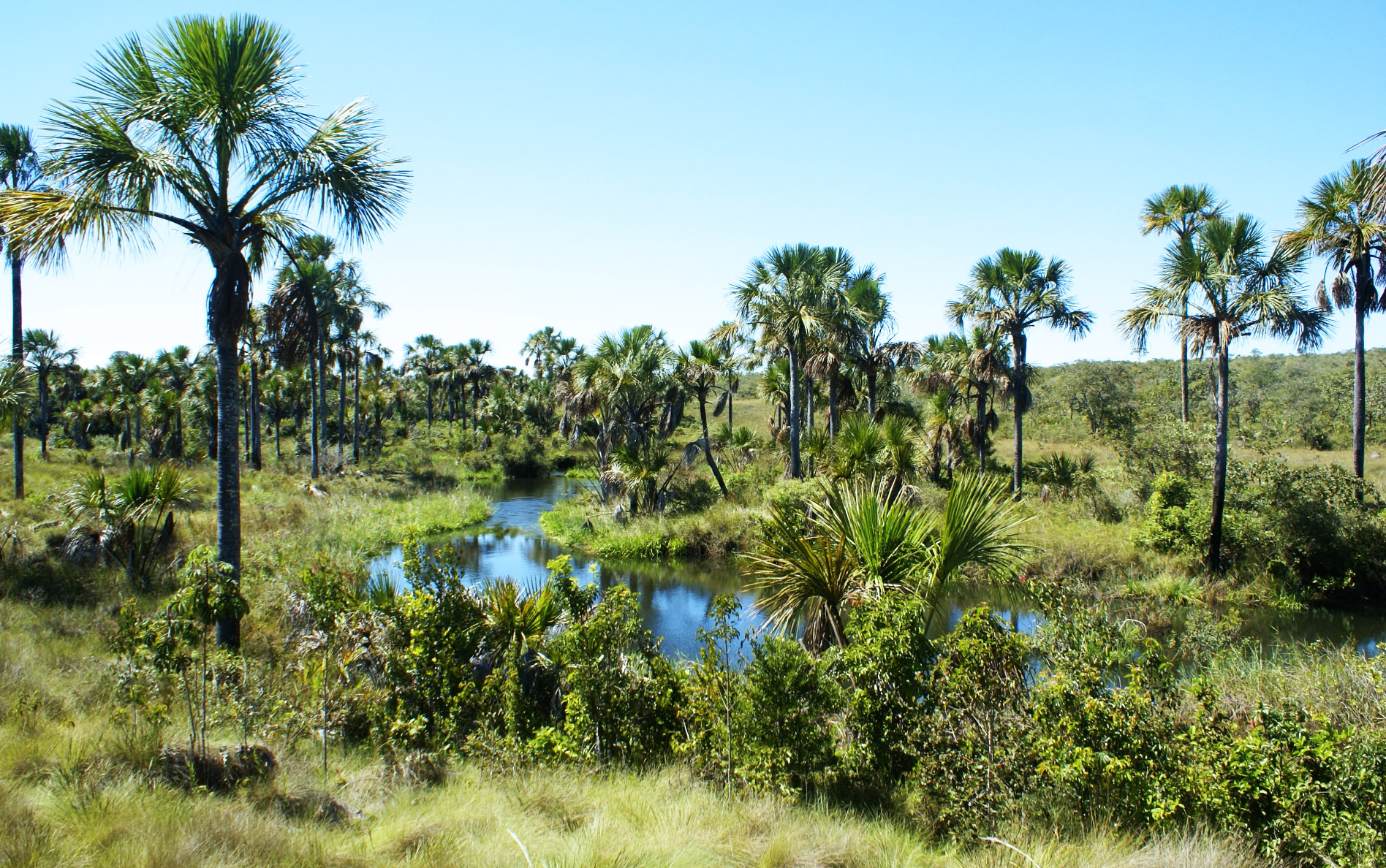